# الغيل (أمانة العاصمة)

تعديل مصدري - تعديل

الغيل هي إحدى قرى الجمهورية اليمنية. وهي تتبع جغرافيًا لمحافظة أمانة العاصمة. وإداريًا لمديرية ضواحي الأمانة همدان. يبلغ تعداد سكانها 4727 نسمة حسب الإحصاء الذي أجري عام 2004.